# Миледи Винтер
Миледи Винтер (фр. Milady de Winter; ок. 1602—1628), наиболее известная как просто Миледи — героиня романа Александра Дюма «Три мушкетёра» (1844) и пьесы «Юность мушкетёров», злодейка-обольстительница, шпионка кардинала Ришельё, один из главных антигероев романа, супруга Атоса в прошлом. Её прототипом является Люси Хей — брошенная любовница Бекингэма, ставшая агентом Ришельё из-за ревности.

## История персонажа
Происхождение и подлинное имя Миледи в романах не раскрыто. Слово «миледи» на самом деле означает «моя леди» (англ. My Lady), вежливое обращение к знатной даме в Англии, но в романе оно всегда написано с прописной буквы.
В разное время использовала имена леди Кларик, Шарлотта Баксон, леди Винтер баронесса Шеффилд, графиня де Ла Фер. С Атосом Миледи познакомилась, называя себя Анна де Бейль (Anne de Bueil — фамилию Дюма позаимствовал у Жаклин де Бюэй, графини де Море). В пьесе «Юность мушкетёров» чётко сказано, что отец её — Уильям Баксон (Бэксон) — англичанин, однако в продолжении романа «Двадцать лет спустя» палач подтверждает, что девичье имя Миледи было Анна де Бейль.
В романе Миледи описана как красивая белокурая женщина. В диалоге д’Артаньяна с Атосом даются её приметы: «светлые, до странности светлые голубые глаза с чёрными бровями и чёрными ресницами», указывается, что она «высокого роста, хорошо сложена». На левом плече имела клеймо — «цветок лилии небольшой, рыжеватого оттенка и как бы полустёртый с помощью разных притираний».

## Появления в книгах

### «Три мушкетёра»

#### Часть I
В главе I д’Артаньян впервые видит Миледи и поражается её красотой. Граф Рошфор (на тот момент — незнакомец из Менга) даёт ей указания по поводу шпионажа за герцогом Бекингэмом в Лондоне.
В главе XIV кардинал посылает к Миледи человека с письмом. В письме содержится приказ украсть две из двенадцати подвесок герцога Бекингэма.
В главе XXI герцог Бекингэм обнаруживает пропажу и выражает уверенность, что подвески украла графиня Винтер (одно из имён Миледи). Отплывая из лондонского порта, д’Артаньян как будто видит Миледи на одном из кораблей.
В главе XXVII пьяный Атос рассказывает, как «один из его друзей» в 25 лет влюбился в прелестную и умную шестнадцатилетнюю девушку, жившую вместе с братом, священником. Он женился на ней. Однажды во время охоты жена упала с лошади и лишилась чувств. Чтобы помочь ей, муж разрезал стеснявшее её платье и увидел на плече клеймо в виде лилии — так клеймились преступницы (воровки).

Граф был полновластным господином на своей земле и имел право казнить и миловать своих подданных. Он совершенно разорвал платье на графине, связал ей руки за спиной и повесил её на дереве.
Мнимый брат её, по мнению Атоса, был вовсе не братом, а возлюбленным и соучастником красотки, прикинувшимся священником. Атос хотел повесить и его, но тот сбежал и ушёл от наказания.
На самом деле Атос спьяну рассказал д’Артаньяну историю своей несчастной любви.
В главе XXX служанка Миледи по имени Кэтти по ошибке передаёт любовную записку от своей госпожи для графа де Варда не его слуге, а слуге д’Артаньяна. Затем д’Артаньян встречается с самой Миледи: она разговаривает с каким-то мужчиной и гневается. Д’Артаньян предлагает Миледи вызвать обидчика на дуэль, но та заявляет, что это её брат. После отъезда Миледи д’Артаньян ссорится с лордом Винтером и вызывает его на дуэль.

#### Часть II
В главе I Д’Артаньян побеждает, но не убивает противника — «я дарю вам жизнь ради вашей сестры». Тот представляет его сестре, леди Кларик, она же Миледи. В действительности, как объясняет Миледи, лорд Винтер ей не брат, а деверь (брат мужа). Д’Артаньян начинает приходить в гости к леди Кларик, хотя и знает, что она шпионка кардинала.
В главе III Кэтти, влюблённая в д’Артаньяна, даёт ему подслушать свой разговор с хозяйкой. Миледи рассказывает служанке, что ненавидит д’Артаньяна, собирается ему отомстить и уже убила бы его, если б не прямой запрет кардинала. Причина ненависти в том, что мушкетёр не убил на дуэли лорда Винтера, а также в истории с подвесками, из-за которой она едва не лишилась доверия кардинала. Кроме того, из разговора становится ясно, что Миледи причастна к похищению Констанции Бонасье.
Д’Артаньян, пользуясь любовью Кэтти, перехватывает любовные записки Миледи к де Варду, а затем пишет ответ от его имени, назначая Миледи встречу.
В главе V д’Артаньян, представившись графом де Вардом, ночью приходит в спальню к Миледи. Они проводят вместе ночь, и Миледи дарит мнимому де Варду сапфировое кольцо. Атос узнаёт своё фамильное кольцо и советует немедленно бросить Миледи. Д’Артаньян от имени де Варда пишет Миледи грубое письмо, отказываясь от дальнейших свиданий.
В главе VI Миледи приглашает к себе д’Артаньяна. Она просит его отомстить оскорбившему её де Варду, после чего собирается избавиться и от него самого.
В главе VII Миледи проводит ночь любви с д’Артаньяном, после чего тот признаётся, что он и был тем мнимым де Вардом, с которым она провела ночь. Миледи в бешенстве соскакивает с постели, д’Артаньян пытается её удержать за пеньюар, и платье рвётся, открывая на её плече клеймо в форме лилии. Миледи говорит: «Мало того, что ты подло предал меня, ты ещё узнал мою тайну? Ты умрёшь!» — и достаёт кинжал. Тем не менее Д’Артаньяну удаётся спастись.
В главе XI Миледи подсылает двух наёмных убийц, чтобы убить д’Артаньяна под Ла-Рошелью. Д’Артаньян убивает одного из них, ранит и допрашивает другого. Из письма на теле убитого он узнаёт, что Констанция находится в каком-то монастыре, и Миледи пыталась, но не сумела похитить её. Выживший убийца, Бризмон, раскаивается в своём преступлении и становится другом д’Артаньяна.
В главе XII Миледи пытается отравить д’Артаньяна и его троих друзей. По случайности, анжуйское вино вместо них выпивает Бризмон. Он умирает в мучениях.
В главе XIV кардинал встречает Атоса, Портоса и Арамиса и приказывает им сопровождать его. Трое мушкетёров подслушивают его разговор с Миледи. Он посылает Миледи в Лондон с поручением шантажировать герцога Бекингэма доказательствами супружеской и политической неверности королевы. Если шантаж не удастся, Миледи должна убить герцога. Взамен кардинал обещает узнать, в каком монастыре находится Констанция, заточить д’Артаньяна в Бастилию и позволить Миледи убить их обоих.
В главе XV Атос возвращается в трактир и встречается со своей бывшей женой. Он угрожает Миледи, что если она что-то сделает его другу д’Артаньяну, «это преступление будет для неё последним».
Под дулом пистолета Атос отбирает письмо:

«То, что сделал предъявитель сего, сделано по моему приказанию и для блага государства.
5 августа 1628 года.
Ришельё»
Миледи решает до выполнения задания не сообщать кардиналу о случившемся, иначе Атос, в свою очередь, может рассказать, что она заклеймена.
В главе XVII Атос сообщает своим друзьям о случившемся. Четверо друзей решают послать письмо лорду Винтеру, чтобы он заточил Миледи в монастырь, а также предупредить королеву, что и исполняют в главе XVIII.
В главе XX лорд Винтер заточает Миледи в своём замке.
В главах XXII-XXVIII Миледи удаётся влюбить в себя Джона Фельтона, охраняющего её лейтенанта английского флота, и убедить, что она пуританка и невинная жертва Бекингэма. Винтер планирует под конвоем отправить Миледи в южные колонии, но за день до назначенной даты Фельтон освобождает её.
В главе XXIX Фельтон убивает герцога Бекингэма и видит, как Миледи отплывает из порта.
В главе XXXI Миледи останавливается в монастыре кармелиток в Бетюне. Там она встречает Констанцию и притворяется её другом, роялисткой и другом д’Артаньяна.
В главе XXXIII Миледи встречается с графом Рошфором. Она пытается хитростью и обманом увезти Констанцию из монастыря, но у той в критический момент от волнения отказывают ноги. Тогда Миледи убивает её при помощи отравленного вина. Атос, Портос, Арамис, д’Артаньян и прибывший во Францию лорд Винтер решают поймать Миледи.
В главах XXXIV—XXXV Атос, Портос, Арамис, д’Артаньян, лорд Винтер и нанятый Атосом палач преследуют Миледи и находят её.
В главе XXXV Миледи судят.
- Д’Артаньян обвиняет её в убийстве Констанции, Бризмона, попытке убить его самого, подстрекательстве к убийству графа де Варда. Истинность его показаний, кроме последнего, подтверждают Портос и Арамис.
- Лорд Винтер обвиняет её в убийстве своего брата, герцога Бекингэма и лейтенанта Фельтона.
- Атос свидетельствует, что женился на Миледи против воли семьи, но однажды обнаружил, что она заклеймена.
- Лилльский палач обвиняет Миледи в том, что она, будучи монахиней Тамплемарского монастыря бенедиктинок, совратила его брата, молодого священника. Она уговорила любовника перебраться в другую часть Франции, где их никто не знал. Чтобы достать деньги на это путешествие, священник украл и продал священные сосуды, но обоих задержали. Миледи сбежала, обольстив сына тюремщика. Священника приговорили к 10 годам заключения в кандалах и к клейму, клеймо пришлось наложить брату-палачу. Вскоре священнику удалось бежать и воссоединиться с любовницей. Они добрались до Берри, там он получил небольшой приход, а она выдавала себя за его сестру. Потом она бросила своего любовника ради графа де Ла Фер (Атоса), священник же добровольно вернулся в Лилль и в тот же день повесился. Всё это время лилльского палача держали в тюрьме по обвинению в пособничестве беглецам. Лишь по установлении личности вернувшегося с повинной священника его отпустили.

Д’Артаньян, лорд Винтер, Портос, Арамис и Атос приговаривают Миледи к смертной казни.
В главе XXXVI Миледи казнят. Её уловки (попытка подкупа слуг, угрозы отомстить, обвинения в трусости и убийстве, требование настоящего суда, предложение уйти в монастырь, взывание к жалости д’Артаньяна) ни к чему не приводят. Перед казнью Атос, лорд Винтер, д’Артаньян прощают Миледи все злодеяния и желают ей умереть с миром. Д’Артаньян сам просит прощения за то, что недостойным дворянина обманом вызвал её гнев. Палач, получивший плату за свою работу, бросает мешок с золотом в реку в знак того, что исполняет не своё ремесло, а свой долг. Палач и Миледи переправляются через реку. На противоположном берегу Миледи пытается бежать, но поскальзывается и падает на колени. Решив, что само небо отказывает ей в помощи, Миледи остаётся неподвижной, опустив голову и сложив руки. Палач отрубает ей голову. Останки Миледи палач заворачивает в плащ и опускает в воду на середине реки.

### «Двадцать лет спустя»
В главе XVI части I Атос обсуждает этичность казни Миледи.

Я не испытываю угрызений совести, потому что эта женщина, как я полагаю, заслужила понесённую ею кару. Потому что, если бы её оставили в живых, она, без сомнения, продолжала бы своё пагубное дело. Однако, мой друг, это не значит, чтобы я был убежден в нашем праве сделать то, что мы сделали. Быть может, всякая пролитая кровь требует искупления. Миледи уже поплатилась; может быть, в свою очередь, это предстоит и нам.

Далее выясняется, что у неё есть сын, которому должно быть 23 года.
В главе XXXV части I выясняется, что лилльский палач после казни страдал угрызениями совести. Он оставил работу палача, спас жизнь многим, раздал всё имущество бедным. Также указывается девичье имя Миледи: Анна де Бейль.
Сын Миледи, Мордаунт, становится активным участником повествования. В частности, чтобы отомстить за мать, он убивает бывшего лилльского палача, раненого в стычке с испанцами, и своего дядю, лорда Винтера, как раз после пленения короля Англии Карла Стюарта. В главе XXXI части II Мордаунт гибнет, пытаясь убить Атоса.

## История Миледи Винтер
Биография Миледи в «Трёх мушкетёрах» дана фрагментарно, некоторые её детали Дюма проясняет в романе «Двадцать лет спустя» (1845) и драмах «Мушкетёры» (1845) и «Юность мушкетёров» (1849). Обстоятельства клеймления миледи в пьесах и романе описаны различно, но в всех текстах его совершает палач из Лилля. Определённо известно, что совсем юной девушкой она была монахиней монастыря в Лилле.
В «Юности мушкетёров», которая начинается с бракосочетания Миледи с графом де Ла Фер, чётко сказано, что отец её — Уильям Баксон (Бэксон) — англичанин, а мать — француженка, которая после кончины мужа возвращается во Францию и отдаёт ребёнка на воспитание бенедиктинкам Тамплемарского монастыря.

### Молодость
Возраст и происхождение Миледи дискуссионны.
Скорее всего, в 1625 году (год начала событий, описанных в романе) ей было около 22 лет. Этот вывод следует из фразы лорда Винтера, брошенной им в адрес леди Винтер в главе «Беседа брата с сестрой» (действие которой происходит во время осады Ла Рошели — в 1628 году): «Это чудовище, которому всего двадцать шесть лет, совершило столько преступлений, сколько вы не насчитаете и за год в архивах наших судов». На момент встречи с Атосом Миледи было 16 лет, а Атосу — 25 (глава «Жена Атоса», со слов самого Атоса).
Однако есть ряд хронологических несовпадений. В главе «Мушкетёры у себя дома» указано, что в 1625 году Атосу было «не более 30 лет», при этом говорится, что дружба Атоса с Арамисом и Портосом на момент встречи с д’Артаньяном длилась «5 или 6 лет».
Соответственно, на момент осады Ла-Рошели (то есть спустя 3 года с момента начала романа и незадолго до его окончания) дружба Атоса с мушкетёрами длилась уже 8 или 9 лет, и ему было уже 35. Это противоречит утверждению, что в 1625 году Атосу было «не более» 30 лет (согласно расчётам — «немного за 30»). Сомневаться в возрасте Атоса и миледи заставляет роман «Двадцать лет спустя», где в главе «Как несчастные принимают иногда случай за вмешательство провидения» указано, что Атосу около 47-48 лет (действие главы происходит в конце 1648 года).
Об обстоятельствах принятия ею монашеского пострига в романе нет никаких пояснений. При этом известно, что она в совершенстве владела не только французским, но и английским языками (глава «Злой Рок»: Но я не иностранка, милостивый государь, — сказала она на самом чистом английском языке, который когда-либо раздавался от Портсмута до Манчестера). Отличное знание английского также никак не объясняется.
После второго замужества стала носить фамилию Винтер и титул баронессы Шеффилд, причем её права на этот титул вызывают сомнения: бароном Шеффилдом называет себя брат её мужа, при этом указано, что у Миледи есть сын (рождённый во втором браке). Эти два обстоятельства указывают на то, что лорд Винтер являлся старшим братом мужа миледи (если бы он был младшим — то после смерти титул барона Шеффилда перешёл бы к его сыну, но титул остался за лордом Винтером), а это означает, что Миледи могла именоваться фамилией мужа (леди Винтер), но так как младший брат не мог носить тот же титул, что и старший — не могла быть баронессой Шеффилд.
С другой стороны, в «Двадцать лет спустя» Мордаунт (Джон Френсис Винтер) прямо обвиняет лорда Винтера в краже своего титула при пособничестве короля Карла I, поэтому если он прав, то лорд Винтер именно младший брат мужа Миледи, получивший титул барона Шеффилд и лорда вследствие протекции короля, а не по праву первородства. В таком случае Миледи имела все права носить титулы как леди Винтер, так и баронессы Шеффилд. Также во втором замужестве Миледи называет себя леди Кларик, что, скорее всего должно указывать на её фамилию до второго замужества (вдова могла носить также девичью фамилию). Также в романе о Миледи говорится как о Шарлотте Баксон. Изначально кажется, что это лишь имя, придуманное лордом Винтером, чтобы под ним отправить Миледи в ссылку. Однако впоследствии это имя употребляет и Атос. Возможно, именно это имя было настоящим именем Миледи (что косвенно подтверждается её реакцией на него), но это лишь предположение, так как никто, включая лилльского палача, прямо не называл имя, которое Миледи носила до и после пострига.

### Брак с Атосом
Миледи под именем Анны де Бейль (её монашеское имя и имя до пострига неизвестно) встречает в Берри двадцатипятилетнего дворянина де Ла Фер, полноправного владельца мест, где располагался приход её «брата». Граф, увидев юную Анну де Бейль (с её слов — ей около шестнадцати), влюбляется в неё до такой степени, что решает жениться несмотря на то, что она бесприданница, происхождение её не идёт ни в какое сравнение с его собственным, а о её прошлом ничего не известно. Обряд бракосочетания (как следует со слов самого графа в разговоре с Миледи в гостинице «Красная голубятня») совершил мнимый брат невесты, который, судя по этому факту, соглашался даже передавать её другому мужчине.
Если сопоставить хронологию событий и данные о возрасте персонажей (в 1625 году, когда д’Артаньян знакомится с мушкетёрами, Атосу около 30 лет, а в момент женитьбы ему, по его собственным словам, было 25), то бракосочетание графа де Ла Фер с Миледи состоялось в 1620 году.
После свадьбы граф и графиня де Ла Фер поселились в родовом замке, «брат»-священник остался в своём приходе. Однако очевидно, жизнь после расставания с Миледи стала невыносима, он решил вернуться в Лилль и понести заслуженную кару. Возвращение приводит к оправданию и освобождению его брата-палача, а сам священник кончает с собой — вешается на решётке темницы.
Брак Миледи с графом де Ла Фер был недолгим. Вскоре после свадьбы она сопровождала мужа на охоте, упала с лошади и потеряла сознание. Чтобы облегчить ей дыхание, граф разрезал платье и обнаружил клеймо: оно означало, что его супругой было содеяно тяжкое и позорное преступление.
Граф де Ла Фер не захотел иметь такого позора на своей семье. Он собственноручно повесил жену на дереве, воспользовавшись феодальным правом вершить суд в своих владениях над всеми подвластными лицами.
Повешение не привело к смерти: Миледи выжила и сумела скрыться.
Граф де Ла Фер решил отказаться от титула и имущества, способствовал распространению слухов о своей смерти, покинул Берри и отправился в Париж, где, сообщив подлинное имя лишь капитану де Тревилю, получил плащ королевского мушкетёра под именем «Атос».

### Карьера шпионки
Первое появление Миледи в романе относится к 1625 году — д’Артаньян на пути в Париж встречает её в городке Мёнг (у неё деловое свидание с графом де Рошфором, который передаёт ей поручение кардинала и называет «Миледи»).
Впоследствии выяснится, что чудом избежав смерти, она покинула Францию и обосновалась в Англии, где снова вышла замуж за знатного и богатого вельможу — лорда Винтера. Брак этот тоже был недолгим — лорд Винтер скончался от «странного заболевания»: предположительно был отравлен женой (подозрение брата покойного). Поэтому это обвинение опять-таки необъективно. В тот же период жизни Миледи родила сына — Джона Френсиса Винтера (героя «Двадцати лет спустя»). Неясно, родился ли мальчик до или после смерти лорда Винтера, однако он был признан его законным сыном (Джон Френсис Винтер, принявший имя Мордаунт, будет обвинять родного дядю в том, что тот добился у короля лишения его титула и состояния).
В «английский период» леди Винтер успела стать любовницей герцога Бекингема (мотивом похищения подвесок королевы герцог называет «месть ревнивой женщины»). Обстоятельства прекращения романа с Бекингемом неизвестны. Возможно, разрыв был связан с тем, что тот воспылал страстью к королеве Франции Анне Австрийской. Однако платоническая любовь к королеве Франции вовсе не препятствовала плотским утехам: герцог довольно прозрачно намекает, каким образом Миледи «помирилась» с ним, чтобы получить доступ к подвескам.
Очевидно, «работа» на кардинала началась либо в 1624, либо в 1625 годах, поскольку именно в 1624 г. Бекингем прибыл ко французскому двору, чтобы вести переговоры о браке Карла I с принцессой Генриеттой-Марией, — и тогда же встретил Анну Австрийскую. Неизвестно, состояла ли леди Винтер в свите Бекингэма в период этого сватовства, «завербовали» её во Франции, либо Ришельё «вышел» на неё в Англии, но определённо: в момент начала повествования о трёх мушкетёрах, а точнее — в первый понедельник апреля 1625 г. леди Винтер находится во французском городке Менг, где встречается с доверенным человеком Ришельё графом Рошфором, который передаёт ей приказ кардинала срочно вернуться в Лондон и немедленно дать знать, если Бекингем покинет Англию. Также Миледи передан ларец с «иными указаниями», — его ей надлежит открыть лишь после пересечения Ла-Манша.
Плавный ход встречи ломает гасконский темперамент д’Артаньяна, который ввязывается в драку с людьми Рошфора, приобретает в лице графа личного врага, но также успевает попасть под чары прекрасной дамы, к которой Рошфор обращался «миледи» (эта форма обращения останется собственным именем героини на протяжении всего романа).
Есть основания полагать, что задание отследить передвижения герцога выполнено Миледи безукоризненно, — Бекингем вскоре появляется в столице Франции, Ришельё уже об этом знает. Герцог чудом избегает гибели от подосланных к нему кардиналом убийц (причём его спасает д’Артаньян) и получает свидание с Анной Австрийской, при котором ему подарены 12 алмазных подвесок. Узнав о подарке, Ришельё поручает Миледи похитить 2 подвески и переправить их во Францию. Это задание также выполнено с блеском. Однако Бекингем догадался, кто похититель и кому он служит.
По-видимому, из опасений мести со стороны герцога, Миледи решает покинуть Англию, но это происходит не так быстро, как бы ей хотелось: Бекингем, спасая королеву от позора, закрывает все английские порты до того, как будут изготовлены 2 новые алмазные подвески и д’Артаньян сможет их переправить во Францию. Покидая Лондон на бриге «Зунд», д’Артаньян мельком увидит Миледи на одном из кораблей, ожидающих в гавани разрешения на выход в море. После того, как Бэкингэм открыл порты, Миледи покидает Англию и обосновывается в Париже на Королевской площади в собственном особняке. Её служанкой в этот период становится некая Кэтти. В этот период она уже увлечена графом де Вардом.

### Роман с д’Артаньяном
Миледи ведёт жизнь знатной дамы и ходит в церковь. Д’Артаньян, преследуя Портоса, который ищет в той же церкви «случайной» встречи с прокуроршей Кокнар, снова сталкивается с прекрасной незнакомкой из Менга.
Он решает проследить за ней, смутно подозревая, что эта женщина — шпионка Ришельё и причастна к истории с подвесками (а следовательно, к исчезновению Констанции Бонасьё) и становится свидетелем ссоры Миледи с братом её покойного мужа. Лорд Винтер, барон Шеффилд, грубо обращается с вдовой, и д’Артаньян решает вступиться за даму. Далее следует дуэль, счастливо закончившаяся для обоих противников, и лорд представляет молодого человека леди Винтер.
Миледи принимает д’Артаньяна ласково, молодой человек неожиданно обнаруживает, что он увлечён прекрасной англичанкой (при этом любить Констанцию не перестаёт). Однако, благодаря без памяти влюбившейся в него самого служанке Кэтти, ему вскоре становится известно, что на самом деле прекрасная баронесса Шеффилд его, д’Артаньяна, ненавидит за то, что он не убил лорда Винтера (сын Миледи — его единственный наследник), за то, что он помешал делу с подвесками, да ещё и ранил графа де Варда. Также гасконец узнаёт, что Миледи действительно причастна к похищению Констанции, и решает отомстить. Он затевает интрижку с совсем потерявшей голову Кэтти и начинает игру с подменой писем Миледи графу де Варду. В результате успешной интриги д’Артаньян, воспользовавшись темнотой, под видом графа приходит к Миледи на свидание. Миледи дарит мнимому «графу де Варду» сапфировый перстень. По иронии судьбы, ровно через сутки гасконец снова оказывается в постели с леди Винтер, на этот раз она отдаётся д’Артаньяну, зная, кто он (в русском переводе романа, как и в большинстве английских, постельные сцены с Миледи опущены). Дама столь пленительна, что молодой человек решает сознаться, и со смехом сообщает любовнице, что «вчерашний де Вард и сегодняшний д’Артаньян — одно лицо». Однако эта новость вовсе не вызывает ответной весёлости, — Миледи в гневе. Пытаясь её удержать, д’Артаньян хватает её за край пеньюара, — тонкая ткань рвётся и обнажает плечо, на котором потрясённый гасконец обнаруживает клеймо в виде цветка лилии.
Тайна Миледи раскрыта, она в ярости и пытается убить д’Артаньяна (сначала лично, затем призвав на помощь слуг), но молодого человека спасает Кэтти. Вырвавшись из дома Миледи, д’Артаньян — в женском платье, так как его собственная одежда осталась в спальне, — бежит к Атосу и сообщает всё, что произошло между ним и леди Винтер. Он делится с мушкетёром подозрением, что Миледи и считающаяся умершей жена Атоса — одно и то же лицо. Атос узнаёт в переданном «де Варду» сапфировом перстне фамильную драгоценность графов де ла Фер, — кольцо матери, которое он сам когда-то дарил своей юной супруге. Это окончательно убеждает гасконца и его друга в том, что Анна де Бейль не умерла.

### Смерть

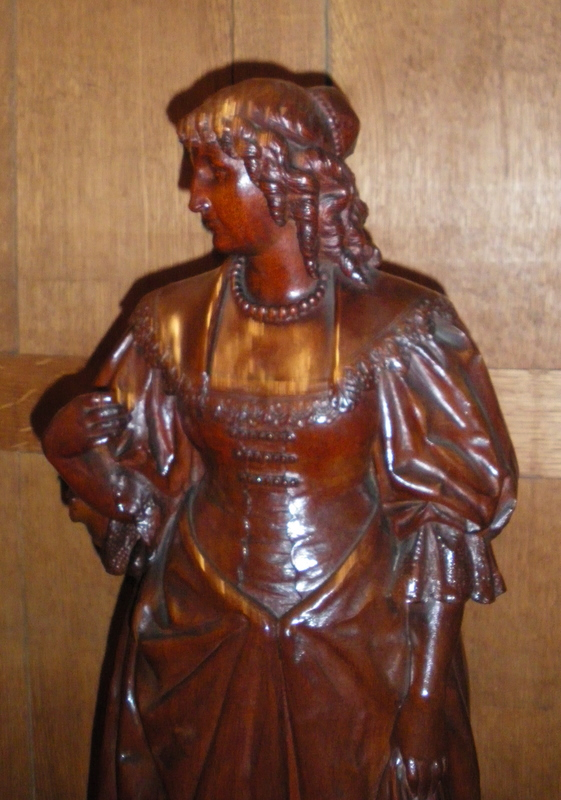
Миледи. Скульптура Томаса Николоса из красного дерева в Храмовом месте на набережной в Лондоне.

Атос, д’Артаньян, Портос, Арамис и лорд Винтер выследили Миледи, которая успела несколько раз организовать покушения на самого д’Артаньяна, потерять кардинальскую записку в ходе встречи с графом де Ла Фер, пережить заточение в замке лорда Винтера, подговорить Фельтона на убийство герцога Бекингэма и отравить Констанцию Бонасье, в деревне Эркенгем (фр. le village d'Erquinghem, близ Армантьера). Также их сопровождал нанятый Атосом палач города Бетюн, бывший палач города Лилль. В ходе суда выясняется, что именно этот палач некогда заклеймил Миледи, а также то, что она некогда совратила священника, брата палача, вынудила его украсть священные реликвии. Священник был осуждён, заклеймён братом и в итоге покончил жизнь самоубийством. В советском фильме «Д’Артаньян и три мушкетёра» Атос изначально приходит к лилльскому палачу, зная его историю, однако в книге он просто нанимает ближайшего палача, не зная о его роли в жизни Миледи.
Ночью они зашли в её комнату, где по очереди зачитали ей обвинения: в убийстве Констанции Бонасьё, в заговоре с Фелтоном для убийства герцога Бекингема; попытке отравления д’Артаньяна (случайно погиб Бризмон); в подстрекательстве к убийству графа де Варда, в отравлении лорда Винтера, в совращении священника, — и осудили её на смерть.

Атос поднял руку.
— Шарлотта Баксон, графиня де Ла Фер, леди Винтер, — произнёс он, — ваши злодеяния переполнили меру терпения людей на земле и Бога на небе. Если вы знаете какую-нибудь молитву, прочитайте её, ибо вы осуждены и умрёте.
Затем они отвели её к реке. По дороге она попыталась подкупить слуг мушкетёров (Мушкетона и Гримо), посулив им 1000 пистолей за свободу, либо месть от её покровителей. Атос услышал, как она шепталась с ними, и решив, что им нельзя доверять, сменил их на Базена и Планше.
Миледи попыталась спасти себя, крича, что они не имеют права убивать беззащитную женщину, и что они обязаны отдать её под суд.
Д’Артаньян предпринял попытку вступиться за неё, но был остановлен Атосом. Палач посадил её в лодку и отвёз на противоположный берег реки. Миледи смогла освободить ноги и, как только лодка причалила к берегу, пустилась бежать, но поскользнулась на вязкой грязи.
Суеверная мысль поразила её: она решила, что небо отказывает ей в помощи, и застыла в том положении, в каком была, склонив голову и сложив руки.
Тогда с другого берега увидели, как палач медленно поднял обе руки; в лунном свете блеснуло лезвие его широкого меча, и руки опустились; послышался свист меча и крик жертвы, затем обезглавленное тело повалилось под ударом.
Палач отстегнул свой красный плащ, разостлал его на земле, положил на него тело, бросил туда же голову, связал плащ концами, взвалил его на плечо и опять вошёл в лодку.
Выехав на середину реки, он остановил лодку и, подняв над водой свою ношу, крикнул громким голосом:
— Да свершится правосудие Божие!

И он опустил труп в глубину вод, которые тотчас сомкнулись над ним…

## Кино, телевидение, театр
- * Список экранизаций романов о трёх мушкетёрах

### Миледи на экране
- Нелли Кормон / Nelly Cormon в фильме «Три мушкетёра» (1912)
- Клаудия Мерель — Три мушкетера / Les Trois Mousquetaires (Франция; 1921) режиссёр Анри Диаман-Берже.
- Барбара ла Марр — Три мушкетёра / The Three Musketeers (США; 1921) режиссёр Фред Нибло.
- Пьеретта Мэдд / Pierrette Madd — Миледи (фильм) (Франция; 1923) режиссёр Анри Диаман-Берже.
- Дороти Ревьер — Железная маска / The Iron Mask (США; 1929) режиссёр Аллан Дуон.
- Эдит Мера в фильме «Три мушкетёра» (1932)
- Марго Грэм в фильме «Три мушкетёра» (1935)
- Бинни Барнс в фильме «Три мушкетёра» (1939) режиссёр Аллан Дуон.
- Лана Тёрнер в фильме «Три мушкётера» (1948)
- Иветт Лебон[англ.] в итало-французском фильме «Клеймо лилии» / Il boia di Lilla (1952).
- Ивонн Сансон в фильме «Три мушкётера[фр.]» (1953)
- Габи Сильвия в телефильме «Три мушкетёра[фр.]» (1959)
- Патриция Каттс[англ.] в фильме «Три мушкетёра» (США, 1960)
- Милен Демонжо в фильме «Три мушкетёра» (1961)
- Мэри Пич[англ.] в английском мини-сериале «Три мушкетера» (1966)
- Антонелла Луальди в телефильме «Д’Артаньян[фр.]» (1969)
- Элиза Рамирес[исп.] / Elisa Ramírez в испанском мини-сериале «Три мушкетера» / Los tres mosqueteros (1970)
- Фэй Данауэй в фильме «Три мушкетёра: Подвески королевы» (1973) и «Четыре мушкетёра: Месть миледи» (1974)
- Карин Петерсен в фильмах «Четыре мушкетёра Шарло» (1974) и «Четверо против кардинала» (1974)
- Маргарита Терехова в телесериале «Д’Артаньян и три мушкетёра» (1978)
- Надюшка в испанском комедийном фильме «Безумная история трёх мушкетёров» (1983)
- Ребекка Де Морнэй в фильме «Три мушкётера» (1993)
- Юдит Костнер в порнофильме Стива Морелли «Мушкетёры секса и меча» / Les Mousquetaires de sexe et depee (1999)
- Ариэль Домбаль в телевизионном фильме «Миледи[фр.]» (2004)
- Эммануэль Беар в телевизионном фильме «Д’Артаньян и три мушкетёра[фр.]» (2005)
- Милла Йовович в 3D-фильме Пола Андерсона «Мушкетёры» (2011)
- Екатерина Вилкова в фильме «Три мушкетёра» (2013)
- Мэйми Маккой в телесериале «Мушкетеры» (2014)
- Джулия Бевилакуа (Giulia Bevilacqua) в фильме Мушкетеры. Неизвестная миссия / Moschettieri del re — La penultima missione (2018)
- Ева Грин в фильмах «Три мушкетёра: Д’Артаньян» (2023) и «Три мушкетёра: Миледи» (2023).
- Прия Калидас[англ.] в фильме «Три мушкетёра» (2023).

### В театре
- «Юность мушкетёров», пьеса Александра Дюма и Огюста Маке (1849);
- Три мушкетёра / Anime san jushi — мультсериал, Япониям Мишелем Берто[фр.] в Театре 13 ветров[фр.], Каркасон);
- Пиа Дувес[англ.] (нидерл. Pia Douwes) в мюзикле «3 Мушкетёра[англ.]» (2003);
- Евгения Белобородова — «Мушкетёры» (реж. А. Рыклин), РАМТ, 2013.

### Мультипликация
- В мультфильме «Д’Артаньгав и три пса-мушкетёра» (1981) Миледи — кошка, в то время как положительные герои — собаки. Аналогично — в советском мультфильме про трёх мушкетёров «Пёс в сапогах» (1981).
- В румынском мультфильме «Потрясающие приключения мышкетёров» (1987) Миледи фигурирует под именем Мяуледи и также является кошкой, как и кардинал с гвардейцами.
- В мультфильмах Три мушкетёра (Неустрашимый д’Артаньян) / D’Artagnan l’Intrépide (Les Trois mousquetaires) (1974), Три мушкетёра / The Three Musketeers (1986) и Альберт — пятый мушкетёр / Albert le 5ème mousquetaire(1994) миледи изображена жгучей брюнеткой. В аниме Три мушкетёра / Anime san jushi (1987) волосы у миледи зелёные, клеймо же имеет форму креста, а не лилии, поскольку нанесено толпой крестьян монастыря, из которого она пыталась сбежать с возлюбленным.

### В других жанрах искусства
- В компьютерной игре Persona 5 миледи является прототипом персоны Хару Окамуры.